# Bayanhot
Bayanhot (巴彦浩特镇) est une ville de la région autonome de Mongolie-Intérieure en Chine. Elle est le siège administratif de la Bannière gauche d'Alxa dans la ligue d'Alxa. Elle compte 94 445 habitants.